# Tite (1930–2004)
Tite, właśc. Augusto Vieira de Oliveira (ur. 4 czerwca 1930 w São Paulo, zm. 26 sierpnia 2004) – brazylijski piłkarz występujący na pozycji napastnika.

## Kariera klubowa
Piłkarską karierę Tite rozpoczął w Goytacaz FC. W latach 1947–1950 występował we Fluminense FC. W latach 1951–1958 występował w Santosie FC. Podczas tego dwukrotnie zdobył mistrzostwo stanu São Paulo – Campeonato Paulista w 1955 i 1956 roku. W latach 1958–1959 występował w SC Corinthians Paulista, po czym powrócił do Santosu, w którym występował do końca kariery. Z Santosem trzykrotnie zdobył mistrzostwo stanu São Paulo – Campeonato Paulista w 1960, 1961 i 1962, dwukrotnie Copa Libertadores w 1962 i 1963, dwukrotnie Puchar Interkontynentalny w 1962 i 1963 oraz wygrał Turniej Rio-São Paulo w 1963 roku. Łącznie w Santosie rozegrał 475 mecze i strzelił 151 bramek.

## Kariera reprezentacyjna
W reprezentacji Brazylii Tite zadebiutował 11 czerwca 1957 w wygranym 2-1 towarzyskim meczu z reprezentacją Portugalii. Był to udany debiut, gdyż Tite w 62 min. ustalił wynik meczu. Ostatni raz w reprezentacji Tite wystąpił 7 lipca 1957 w przegranym 1-2 meczu z reprezentacją Argentyny. Ogółem w reprezentacji Brazylii wystąpił 3 razy i strzelił bramki. Jeszcze przed debiutem w reprezentacji, Tite uczestniczył w Copa América 1956, na której Brazylia zajęła czwarte miejsce. Na turnieju był rezerwowym i nie wystąpił w żadnym meczu.